# Барбара Гріффітс
Барбара Гріффітс (англ. Barbara Griffiths; нар. 20 травня 1972) — колишня британська тенісистка.
Найвищу одиночну позицію світового рейтингу — 426 місце досягла 27 липня 1992, парну — 206 місце — 2 грудня 1991 року.
Найвищим досягненням на турнірах Великого шолома було 2 коло в парному розряді.

## Фінали ITF
| Легенда         |
| --------------- |
| турніри $25,000 |
| турніри $10,000 |

### Одиночний розряд (1–1)
| Результат | Ранг | Дата          | Турнір                   | Покриття | Суперниця               | Рахунок     |
| --------- | ---- | ------------- | ------------------------ | -------- | ----------------------- | ----------- |
| Перемога  | 1.   | 16 липня 1989 | Дублін, Ірландія         | Трава    | Вірджинія Гамфріс-Девіс | 7–5, 7–6(4) |
| Поразка   | 1.   | 19 липня 1992 | Фрінтон, Велика Британія | Трава    | Елісон Сміт             | 3–6, 3–6    |

### Парний розряд (3–1)
| Результат | Ранг | Дата              | Турнір                     | Покриття  | Партнерка       | Суперниці                           | Рахунок       |
| --------- | ---- | ----------------- | -------------------------- | --------- | --------------- | ----------------------------------- | ------------- |
| Перемога  | 1.   | 16 липня 1989     | Дублін, Ірландія           | Трава     | Рейчел Вайоллет | Паскалле Дрюйтс Кора Ліннеман       | 6–3, 6–4      |
| Перемога  | 2.   | 28 квітня 1991    | Брекнелл, Велика Британія  | Тверде    | Елізма Нортьє   | Лінн Нейборс Мерете Баллінґ-Стокман | 6–3, 6–2      |
| Перемога  | 3.   | 19 серпня 1991    | Єрусалим, Ізраїль          | Тверде    | Джейн Вуд       | Ілана Бергер Робін Філд             | 6–3, 6–7, 6–1 |
| Поразка   | 1.   | 10 листопада 1991 | Манчестер, Велика Британія | Килим (i) | Любомира Бачева | Аманда Гранфелд Джулі Салмон        | 6–7(2), 1–6   |